# Санкт-Петербургский государственный университет аэрокосмического приборостроения
Санкт-Петербургский государственный университет аэрокосмического приборостроения (ГУАП) — высшее учебное заведение в Санкт-Петербурге.

## История

### Ленинградский авиационный институт (ЛАИ)
25 января 1941 года вышло постановление о создании в Ленинграде авиационного института (ЛАИ). Институт размещён в здании Чесменского дворца, в котором до этого размещался Ленинградский автодорожный институт (ЛАДИ) Наркомата внутренних дел. Ректором назначен Ф. П. Катаев, до этого руководивший ЛАДИ.
В составе вуза было три факультета: самолётостроительный, приборостроительный и мотостроительный.
Когда началась война, более 400 студентов и преподавателей ЛАИ вступили в ряды народного ополчения. В августе 1941 года из студентов и сотрудников института был создан 68-й истребительный батальон, героически защищавший родной город.

Отличились в боях и воины 68, 70 и 82-го истребительных батальонов — 480 человек, которые в августе 1941 г. в течение трёх суток сдерживали натиск врага в районе посёлка Чудово и нанесли ему значительный урон. В ходе этих непрерывных и ожесточённых боёв батальоны потеряли 70 бойцов убитыми и 52 ранеными. — В.П. Гриднёв, Истребительные батальоны в истории Ленинградской битвы//"Вестник Санкт-Петербургского университета ГПС МЧС России", №4, 2012
В марте 1942 года оставшийся личный состав института был эвакуирован на Большую землю. Часть преподавателей и студентов попала в Ташкент и влилась в состав авиационного института, эвакуированного из Воронежа. Другая часть преподавателей и студентов попала в Куйбышев, где они приняли активное участие в создании Куйбышевского авиационного института.

### Ленинградский институт авиационного приборостроения (ЛИАП)
В феврале 1945 года вышло постановление о преобразовании ЛАИ в Ленинградский институт авиационного приборостроения (ЛИАП). Создано два факультета: приборостроительный и радиотехнический. Внутри приборостроительного факультета были 2 специализации: электротехническая и приборостроительная. Осенью в ЛИАП были переведены преподаватели (35 человек) и студенты 1-3 курсов (350 человек) из Ташкентского (бывшего Воронежского) авиационного института.
В 1946 году проведена реставрация Чесменского дворца, пострадавшего во время блокады Ленинграда.
В 1947 году проведена первая студенческая научно-техническая конференция.
В 1986 году институт был включён в число 80 ведущих вузов СССР.

### Государственная академия аэрокосмического приборостроения (ГААП)
В 1992 году по итогам аттестации преобразован в Государственную академию аэрокосмического приборостроения (ГААП).
C 1992 года проходит «Бал первокурсника» в городских клубах и развлекательных комплексах. Фактически это продолжение посвящения в студенты, которое началось 1 сентября.
В 1994 году создана Российская Санкт-Петербургская секция Международного общества приборостроителей (ISA).

### Санкт-Петербургский государственный университет аэрокосмического приборостроения (ГУАП)
В 1998 году получен статус университета, а вместе с ним и новое название — Санкт-Петербургский государственный университет аэрокосмического приборостроения (ГУАП).
В 2000 году ГУАП вступает в «Северо-Европейский космический консорциум», в который также входят ЦНИИ робототехники и технической кибернетики, ОАО «КБСМ», ФГУП "ВНЦ «ГОИ им. С. И. Вавилова», БГТУ «Военмех» им. Д. Ф. Устинова и другие организации.
С 2002 года проводятся соревнования по разным видам спорта среди команд от факультетов «Студенческие игры ГУАП».
С 2003 года ГУАП входит в число ВУЗов Санкт-Петербурга с самым высоким конкурсом абитуриентов.
В 2006 году на факультете радиотехники, электроники и связи создано студенческое отделение международного Общества оптики и фотоники (SPIE).
В 2007—2008 годах присоединены Санкт-Петербургский колледж авиационного приборостроения и автоматики и Санкт-Петербургский электротехнический колледж, на базе которых образован факультет Среднего профессионального образования (колледж).
В 2007 году университет становится одним из учредителей ассоциации аэрокосмических вузов «Национальный объединённый аэрокосмический университет», в которой его партнёрами являются БГТУ «Военмех» им. Д. Ф. Устинова (Санкт-Петербург), КНИТУ им. А. Н. Туполева (Казань), МАТИ (Москва), МАИ (Москва), РГАТУ им. П. А. Соловьёва (Рыбинск), СГАУ (Самара), СибГАУ им. М. Ф. Решетнёва (Красноярск), УГАТУ (Уфа).
С 2008 года действует Учебный военный центр при ГУАП для обучения по программе военной подготовки и дальнейшего прохождения военной службы по контракту после окончания вуза.
В 2011 году ГУАП входит в число победителей Конкурса поддержки программ стратегического развития государственных образовательных учреждений высшего профессионального образования, который был проведён Минобрнауки РФ.
В 2012 году совместно с Роскосмосом, Санкт-Петербургским институтом информатики и автоматизации РАН и рядом других организаций в ГУАП открыт Северо-Западный центр по обработке космической информации,,. На основе «Северо-Европейского космического консорциума», в который входит ГУАП, образован аэрокосмический кластер Санкт-Петербурга
В 2013 году ГУАП стал одним из участников ассоциации «Исследовательские установки мега-класса» вместе с Курчатовским институтом и 15 другими вузами.
В 2014 году университет вошёл в рейтинг лучших высших учебных заведений Содружества Независимых Государств по версии «Эксперт РА» и сводный рейтинг высших учебных заведений России по версии Информационного агентства «Интерфакс».
В 2015 году ГУАП стал членом международного сообщества CDIO и вошёл в международный рейтинг лучших высших учебных заведений ARES-2015.
В феврале 2017 года ректор ГУАП Юлия Антохина и генеральный директор Союза «Молодые профессионалы (Ворлдскиллс Россия)» Роберт Уразов подписали меморандум о взаимопонимании для участников международной рабочей группы FutureSkills – инициативы по модернизации трансформирующихся профессий, а также созданию профессиональных компетенций ближайшего будущего.
Ещё одним знаковым для университета событием является проведение ежегодного Всероссийского форума космонавтики и авиации «КосмоСтарт», который ГУАП организует с 2016 года совместно с Госкорпорацией «Роскосмос» и Северо-Западной межрегиональной общественной организацией Федерации космонавтики РФ, при поддержке Федерального агентства по делам молодежи «Росмолодежь». «КосмоСтарт» – значимое событие в жизни действующих и будущих специалистов ракетно-космической и авиационной отрасли России. Постоянными участниками Форума являются российские и советские летчики-космонавты, представители ведущих предприятий аэрокосмической отрасли, популяризаторы космической науки.
В 2020 году в университете открылось городское пространство коллективной работы «Точка кипения – Санкт-Петербург. ГУАП». Это уникальный федеральный проект, создающий современные условия для различных сообществ, которые могут реализовать свои идеи. В «Точке кипения» вуз также будет развивать программы, связанные с профессиями будущего и ориентированные на высокотехнологичную индустрию.
В 2021 ГУАП отметил 80-летие со дня своего основания, и к этой важной дате университет подошёл не только с хорошими текущими результатами, но и серьёзными перспективами. Без сомнения, важнейшим подтверждением этому стала победа в конкурсе программ развития, по итогам которого в конце 2021 года ГУАП стал участником программы «Приоритет 2030». Срок реализации программы – 10 лет, она будет проходить в два этапа: 2021-2025 и 2025-2030 годы.

## Рейтинг
| Название рейтинга                                                                                        | Позиция в рейтинге по Санкт-Петербургу среди классических и технических вузов | Позиция в рейтинге по Санкт-Петербургу среди всех вузов |
| --- | ----------------------------------------------------------------------------- | ------------------------------------------------------- |
| Рейтинг вузов России по версии РА «Эксперт» (2015) — Условия для получения качественного образования     | 4                                                                             | 10                                                      |
| Рейтинг вузов России по версии РА «Эксперт» (2015) — Востребованность выпускников работодателями         | 5                                                                             | 10                                                      |
| Рейтинг вузов России по версии РА «Эксперт» (2015) — Научно-исследовательская активность                 | 5                                                                             | 9                                                       |
| Национальный рейтинг университетов (2014/2015) — Инновации и Предпринимательство                         | 6                                                                             | 8                                                       |
| Национальный рейтинг университетов (2014/2015) — Социальная среда                                        | 5                                                                             | 9                                                       |
| Национальный рейтинг университетов (2014/2015) — Интернационализация                                     | 5                                                                             | 11                                                      |
| Самые популярные вузы Москвы и Санкт-Петербурга по версии hh.ru (2013)                                   | 3                                                                             | 7                                                       |
| Мониторинг прозрачности сайтов вузов для абитуриентов (Общественная палата, НИУ-ВШЭ, РИА Новости) (2013) | Группа «Лидеры» — 1 место                                                     | Группа «Лидеры» — 1 место                               |

ГУАП занял 1-2 места в России по направлениям «Электроника, радиотехника» и «Инноватика, менеджмент высоких технологий» в мониторинге вузов ГУ-ВШЭ (2011).
По уровню зарплат выпускников, работающих в IT, делит 6 место в России.
В 2014 году агентство «Эксперт РА» включило ВУЗ в список лучших высших учебных заведений Содружества Независимых Государств, где ему был присвоен рейтинговый класс «D».

## Подразделения университета

### Здания ГУАП
Студенты ГУАП учатся в зданиях-памятниках архитектуры. Первое здание университета — Чесменский дворец — и стоящая рядом с ним Чесменская церковь были заложены по велению императрицы Екатерины II в честь победы русской армии в Чесменском сражении в 1770 году. В главном здании университета — корпусе на Большой Морской улице — с середины XIX века и вплоть до 1918 года располагались казармы Лейб-гвардии Конного полка.

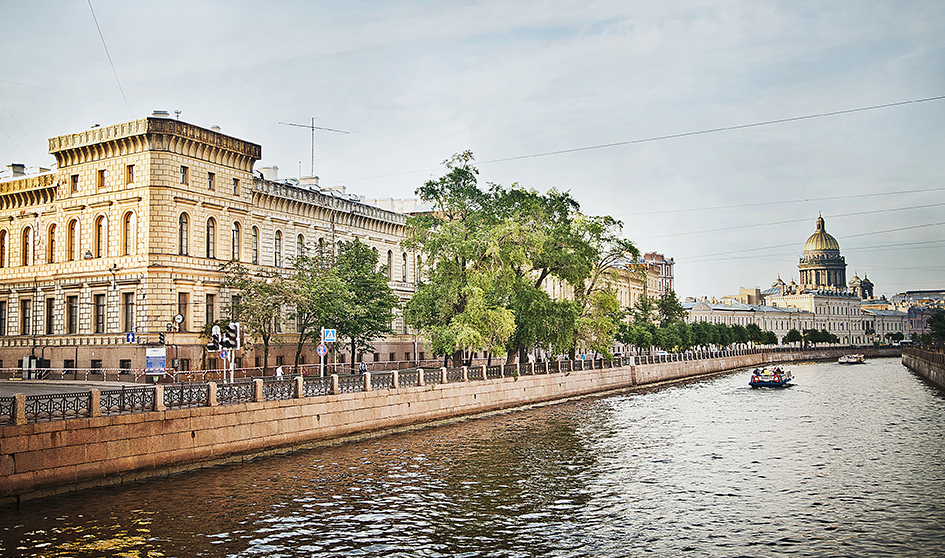
Здание на Большой Морской, 67
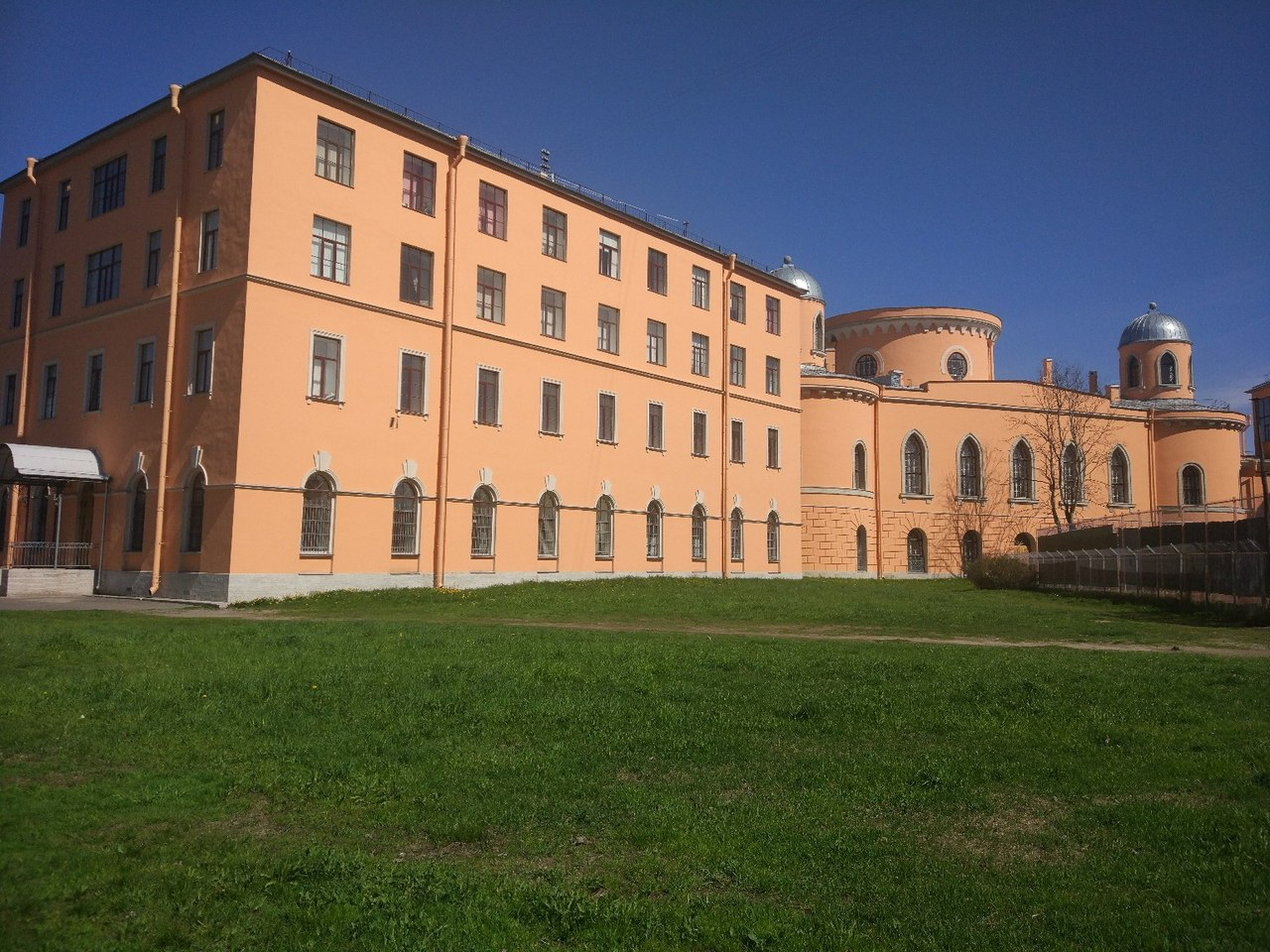
Здание на Гастелло, 15
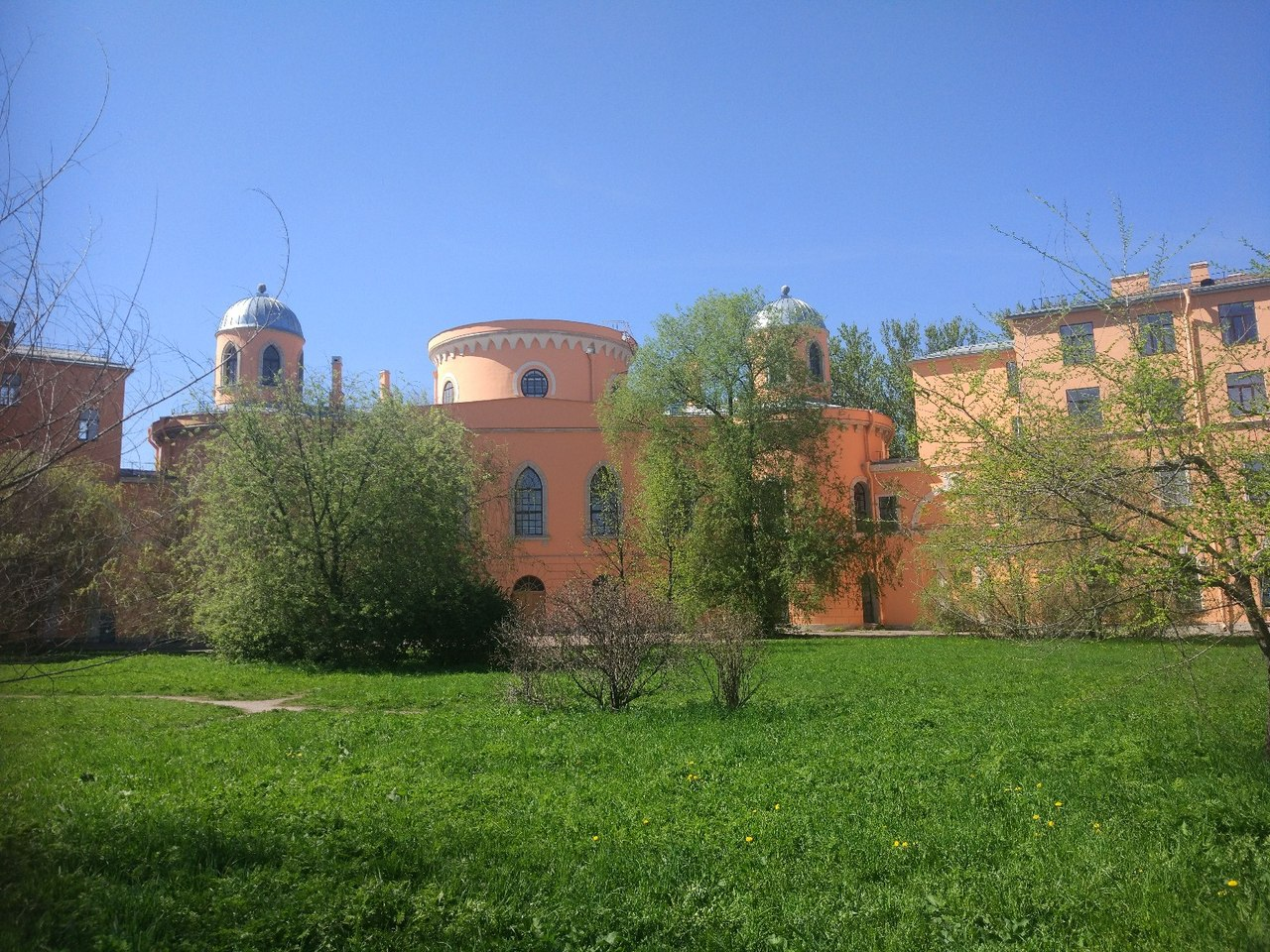
Здание на Гастелло, 15 (другой ракурс)

## Факультеты и институты

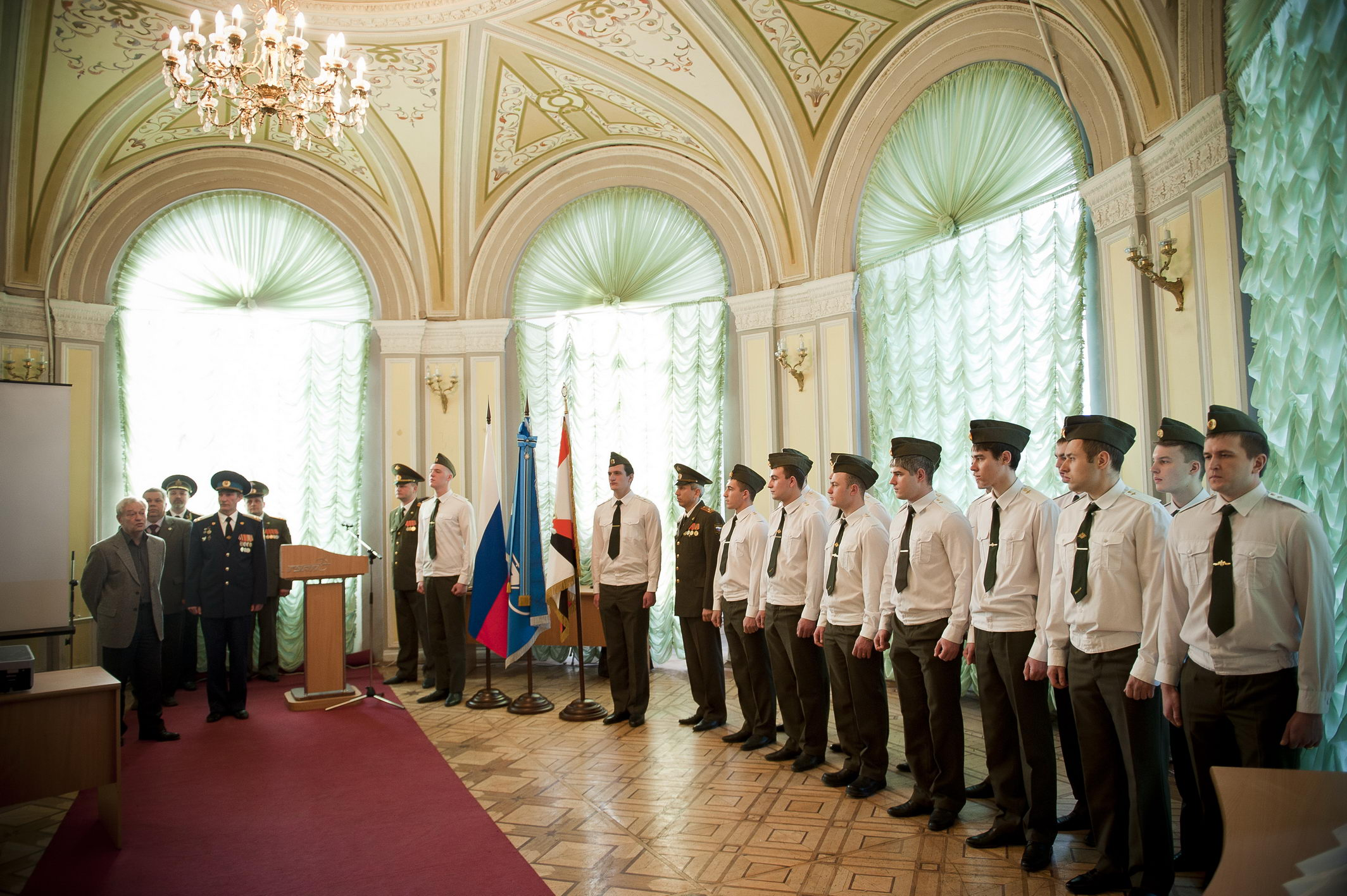
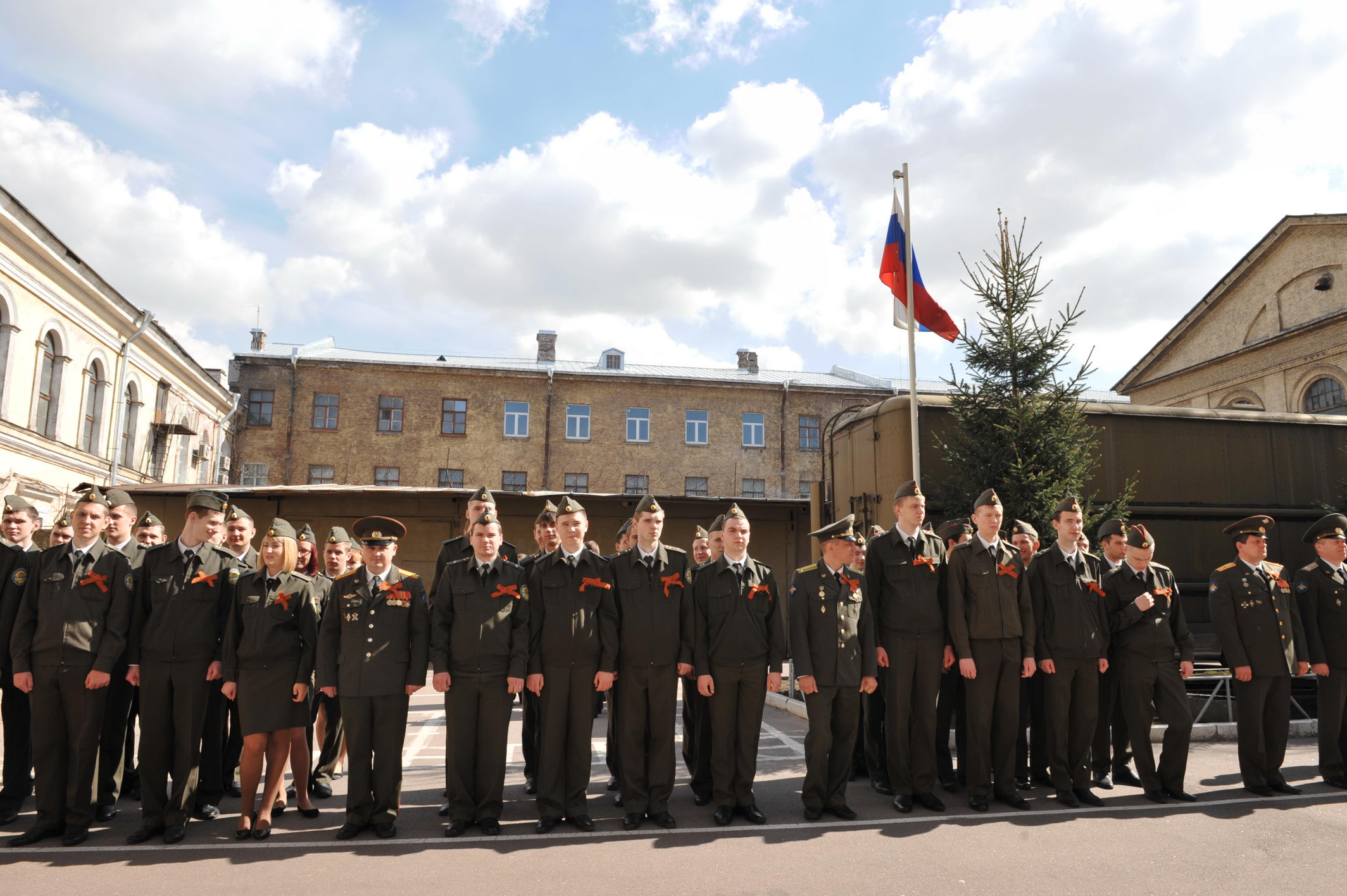

- ФПТИ — Институт фундаментальной подготовки и технологических инноваций
- № 1 — Институт аэрокосмических приборов и систем
- № 2 — Институт радиотехники и инфокоммуникационных технологий
- № 3 — Институт киберфизических систем
- № 4 — Институт информационных технологий и программирования
- № 6 — Гуманитарный факультет
- ВУЦ — Военный учебный центр
- № 8 — Институт технологий предпринимательства и права
- № 10 — Институт непрерывного и дистанционного образования (вечернее и заочное обучение)
- № 11 — Факультет дополнительного профессионального образования
- № 12 — Факультет среднего профессионального образования

### Филиалы
- Ивангородский филиал ГУАП

## Научная деятельность
ГУАП сохраняет ставку на целевую модель исследовательского университета. Это отразилось на мировой исследовательской повестке в вузе, создании задела и решении фронтирных задач по заказу лидеров отраслей по всем четырём ядерным направлениям университета: аэрокосмосу, приборостроению, информационным технологиям и искусственному интеллекту, глобальным проблемам современности.
В 2022 году произошла корректировка содержания перечня выполняемых научно-исследовательских проектов: при сохранении междисциплинарности повестки основное внимание в качестве реакции на ситуацию с отсутствием отечественных аналогов стало уделяться проведению специализированных, узкопрофильных исследований и разработок с коротким сроком выполнения и жесткими требованиями к результатам. Это нашло отражение в заключении «коротких» договоров с новыми заказчиками: ПАО «Газпромнефть», АО «Буревестник» и другими.
Наличие в структуре Университета особого конструкторского бюро радиоэлектронных систем и других инженерно-конструкторских подразделений позволяет ГУАП играть роль в решении задач реверсивного инжиниринга с точки зрения перепрофилирования всех существующих систем и перевода их на новую технологическую базу.
В 2022 году в ГУАП открыто 6 научно-исследовательских и научно-образовательных подразделений:
- лаборатория когнитивных исследований инженерной школы, март 2022 года;
- лаборатория фотоники и квантовых технологий, апрель 2022 года;
- лаборатория новых производственных технологий инженерной школы, сентябрь 2022 года;
- лаборатория машинного обучения инженерной школы, октябрь 2022 года;
- лаборатория базовой кафедры авиационных приборов, интерфейсов и систем ГУАП, октябрь 2022 года;
- центр аэрокосмических исследований и разработок (Aerospace R&D Centre), ноябрь 2022 года.

По приоритетным направлениям развития научно-технологического комплекса Российской Федерации НИОКР в 2022 году осуществлялись исследования и разработки по следующим приоритетным направлениям:
- информационно-телекоммуникационные системы,
- индустрия наносистем,
- рациональное природопользование,
- энергоэффективность, энергосбережение, ядерная энергетика,
- транспортные и космические системы.

В 2022 году проведена работа по организации научно-технического сотрудничества с научными организациями и промышленными предприятиями для совместного решения приоритетных научно-технических задач, проведения маркетинговых исследований для оценки перспектив развития отечественного и мирового рынков, интеграции научнотехнического потенциала университета с производственно-технологическими возможностями предприятий и совершенствованию:
- экономических и организационных условий для проведения научных исследований,
- системы мер по привлечению студентов, аспирантов, докторантов и молодых специалистов к активному участию в научных исследованиях,
- системы контроля процесса обучения и самостоятельной работы аспирантов, соискателей и докторантов.

В качестве новой формы взаимодействия с заказчиками на выполнение НИОКР внедрена система регулярного проведения круглых столов с участием представителей ГУАП и других вузов, НИИ, предприятий реального сектора экономики, региональных органов исполнительной власти. В результате были созданы рабочие группы по пяти тематикам в рамках ядерных направлений.
Также в 2022 году были разработаны и апробированы механизмы внедрения в производство разработок сотрудников университета, а также совершенствования инновационного процесса.
В 2022 году ряд разработок, выполненных структурными подразделениями ГУАП, были представлены на крупных международных выставках и были награждены дипломами и медалями.
На базе ГУАП создан научный журнал «Инновационное приборостроение» (зарегистрирован в Федеральной службе по надзору в сфере связи, информационных технологий и массовых коммуникаций, регистрационный номер ПИ № ФС77-83496 от 24.06.2022). Публикационная и издательская активность в 2022 году имеет следующие результаты: число публикаций организации, относящихся к типам Article, Review, Letter, Note, ProceedingPaper, ConferencePaper, – всего 2 582 шт.
В 2022 году получено 17 грантов.
Изобретательская и патентно-лицензионная работа в Университете осуществлялась сотрудниками центра координации научных исследований.
В отчетном 2022году подано 26 заявок на получение патента Российской Федерации на изобретение, 4 заявки на получение патентов Российской Федерации на полезную модель, 399 заявок на государственную регистрацию программ для ЭВМ и баз данных.
В 2022 году получено 26 патентов Российской Федерации на изобретение и 4 патента Российской Федерации на полезные модели, а также 399 свидетельств о государственной регистрации программ для ЭВМ и баз данных.
В ГУАП функционирует 4 диссертационных совета, в которых за 2022 год состоялось 9 защит диссертаций на соискание ученой степени кандидата наук и 3 защиты диссертаций на соискание ученой степени доктора наук.
Решение задач научно-исследовательской политики невозможно без вовлечения обучающихся в исследовательскую и проектную деятельность. В 2022 году количество участников студенческого научного сообщества ГУАП возросло в 6 раз и составило 178 обучающихся.

## Ректоры
| Имя                              | Годы жизни | Годы руководства |
| -------------------------------- | ---------- | ---------------- |
| Катаев Фёдор Петрович            | 1901—1988  | 1941—1952        |
| Аксёнов Дмитрий Демьянович       | 1909—1989  | 1952—1961        |
| Капустин Александр Александрович | 1920—1978  | 1961—1978        |
| Лукошкин Анатолий Петрович       | 1929—2022  | 1978—1999        |
| Оводенко Анатолий Аркадьевич     | р. 1947    | 1999—2014        |
| Антохина Юлия Анатольевна        | р. 1976    | с 2014           |